# Ẹ́
Ẹ́ (minuscule : ẹ́), appelé E accent aigu point souscrit, est une lettre latine utilisée dans l’écriture de l’abua, de l’ezaa, du gokana, de l’igede, de l’izi, du kirike, du moyen bas allemand, du tèè et du yoruba.
Il s’agit de la lettre E diacritée d’un accent aigu et d’un point souscrit.

## Représentations informatiques
Le E accent aigu point souscrit peut être représenté avec les caractères Unicode suivants : 
- composé et normalisé NFC (latin étendu additionnel) :

| formes    | représentations | chaînes de caractères | points de code | descriptions                                                     |
| --------- | --------------- | --------------------- | -------------- | ---------------------------------------------------------------- |
| capitale  | Ẹ́               | Ẹ◌́                    | U+1EB8 U+0301  | lettre majuscule latine e point souscrit diacritique accent aigu |
| minuscule | ẹ́               | ẹ◌́                    | U+1EB9 U+0301  | lettre minuscule latine e point souscrit diacritique accent aigu |

- décomposé et normalisé NFD (latin de base, diacritiques) :

| formes    | représentations | chaînes de caractères | points de code       | descriptions                                                                 |
| --------- | --------------- | --------------------- | -------------------- | ---------------------------------------------------------------------------- |
| capitale  | Ẹ́               | E◌̣◌́                   | U+0045 U+0323 U+0301 | lettre majuscule latine e diacritique point souscrit diacritique accent aigu |
| minuscule | ẹ́               | e◌̣◌́                   | U+0065 U+0323 U+0301 | lettre minuscule latine e diacritique point souscrit diacritique accent aigu |